# Gouden langoer
De gouden langoer (Trachypithecus geei)  is een zoogdier uit de familie van de apen van de Oude Wereld (Cercopithecidae) en uit het geslacht Trachypithecus. De wetenschappelijke naam van de soort werd voor het eerst geldig gepubliceerd door Khajuria in 1956.

## Voorkomen
De soort komt voor op de grens tussen Bhutan en India.